# Сура (Ирак)
Вижте пояснителната страница за други значения на Сура.
Сура е град в южната част на Месопотамия, съществувал през Античността. Известен е като един от центровете, в които през I-V век е съставен Вавилонският Талмуд. Според еврейските източници Сура (на иврит: סורא) е идентична с Мата Мехасия (מתא מחסיא), упомената в Талмуда, която била близък град или предградие на Сура. 